# バトロック・ザ・リーパー
ジョルジュ・バトロック・ ザ・リーパー（Georges Batroc the Leaper）は、マーベル・コミックが出版するアメリカン・コミックスに登場するキャラクターである。キャプテン・アメリカの敵であり、グウェンプールのメンターとして描写される。

## 発行履歴
スタン・リーとアーティストのジャック・カービーによって創造され、1966年3月の『テールズ・オブ・サスペンス』第75号でデビューした。
レジナルド・ハドリンにリブートされた2005年の『ブラックパンサー』では、クロウの副官を務め、その際にはジョン・ロミータ・Jrが新たにデザインしたコスチュームを着用した。
クリストファー ヘイスティングスによる『グウェンプール』の2016〜2018シリーズでは、グウェンプールのメンターを務めた。

## キャラクター経歴
ジョルジュ・バトロックはフランスのマルセイユで生まれ、フランス外国人部隊に勤務した。傭兵の彼は、自身の傭兵部隊“バトロック・ブリゲード”を率いて主にキャプテン・アメリカと戦ってきたが、彼に協力することも少なくなかったこともあって、とてつもないほどの強敵とは見做されなかった。
“インフェルノ-42”が収められたシリンダーを盗む任務に雇われたバトロックは、この活動中にキャプテン・アメリカと遭遇。バトロックはキャプテンの熱烈なファンであることから、彼との戦闘を楽しみ、別の人物にシリンダーを奪われるとキャプテンと手を組んでシリンダーを見つけ、奪取に成功した。その後彼は“ヒドラ”に雇われ、シャロン・カーターを拉致してキャプテン・アメリカとの再戦に挑んだが、敗北した。しかし、自分とキャプテンの両方をヒドラのエージェントが殺そうと横槍を入れた時、バトロックは激怒し、キャップに味方して彼を助けた。これらの物語で、バトロックは有能な戦闘員としては敵や雇用主から一目置かれるようになった。

### バトロック・ブリゲード
バトロックはその後、“地震爆弾”を見つけるために外国勢力に雇われた際にはソーズマンとリビングレーザーで、バロン・ストラッカーに雇われた際にはポーキュパインとウィールウィンドでそれぞれバトロック・ブリゲードを結成し、キャプテン・アメリカと連戦したが、2戦とも仲間と揃って返り討ちに遭った。
それからバトロックは、さまざまな無名の子分とバトロック・ブリゲードを結成し、ジャカールに雇われて彼に協力するも、ジャカールが拉致した子どもたちを利用して目的を果たそうとしていると知ると、自身の名誉を侵害されたと感じ、戦う相手だったキャプテン・アメリカとサム・ウィルソン/ファルコンに加勢した。ウォード・ミーチャムに雇われた際には、彼らの子を殺したと勘違いされたダニー・ランド/アイアン・フィストに挑んだが、敗北して数人の仲間も死亡した。
その後しばらくの間、バトロックは単身で活動し、超ウランの窃盗を試みたが、キャプテン・アメリカとスパイダーマンに阻止された。偽の“ディフェンダーズ”の一員として強盗を働いた際には、本物の“ディフェンダーズ”にも敗れた。カルビン・ザボ/ミスター・ハイドと組んだ際にバトロックは、マンハッタンに対する恐喝計画を試みてキャプテン・アメリカと再戦したが、ミスター・ハイドが数千人を殺そうとした時、バトロックは越えてはいけない一線を示してキャプテンを助け、街を救った
やがてバトロックがザランとマチェットとブリゲードを組むと、オバディア・ステインに雇われてキャプテン・アメリカの盾を盗み出すことに成功。クリント・バートン/ホークアイと戦うためにはトリック・ショットに、“ブラッドストーン”のかけらを入手するためにはヘルムート・ジモに雇われ、後者ではキャプテン・アメリカとレイチェル・レイトン/ダイヤモンドバックと戦った。さらにメイルストロムに雇われ、宇宙を破壊する可能性がある装置を構築し、“グレート・レイクス・アベンジャーズ”と戦いや、スネークバイトと共にフランク･キャッスル/パニッシャーとの戦いにも挑んだ。

## 能力・スキル・装備
バトロックに超人的な能力はないものの、彼はオリンピックレベルの重量挙げ選手であり、並外れた敏捷性と反射神経を持っている。特に発達している足の筋肉により、オリンピック選手に匹敵する長距離の跳躍やパルクールに長け、煉瓦の壁や金属を蹴り抜くほどのサバットとクラヴ・マガなどの武術も得意とする格闘技の達人であり、フランス外人部隊に所属していたため、熟練した軍事戦術家としての技能も有している。
また、フランス語と英語の両方を話すことができ、泥棒および密輸業者としても経験豊富である。
さらに、キック力を増強するために電気ショックを発生させるブーツを履いている。

## その他のバージョン

### アルティメット・マーベル
『アルティメット・マーベル』においては、フランスの宝石泥棒として登場。宝石店を襲っていた際に、マイルズ・モラレス/スパイダーマンの“ヴェノムストライク”によって阻止された。

### MC2
『MC2』では、自身の犯罪シンジケートを運営し、アメリカンドリームに止められた。

### マーベル・ゾンビーズ
『マーベル・ゾンビーズ』の第3弾にはゾンビとして登場。そこで彼はアブソービングマンの鎖付き鉄球によって殺された。

### ハウス・オブ・M
2005年の『ハウス・オブ・M』においてのバトロックは、フードが率いる“マスターズ・オブ・イーヴィル”のメンバーとして登場する。

### デッドプール・キルズ・マーベルユニバース・アゲイン
『デッドプール・キルズ・マーベルユニバース・アゲイン』では、レッドスカルによって、ブルズアイと共にデッドプール抹殺のために送られた傭兵として登場。しかし、ブルズアイ共々返り討ちに遭い、デッドプールに殺されることになった。

## MCU版
『マーベル・シネマティック・ユニバース』（MCU）ではジョルジュ・サンピエールが演じる。日本語吹替は山岸治雄が担当。
本項は、“アース616”（正史の宇宙）におけるバトロックを主軸として表記する。

### キャラクター像
フランスのDGSEの元工作員だったフランス系アルジェリア人で、36の暗殺任務を遂行した経歴から、国際警察に追われている傭兵。活動中に敵対者や人質の神経に障る発言を度々口走る鼻持ちならない男で、ヴィランとして“キャプテン・アメリカ”の名を有するヒーローであるスティーブ・ロジャースやサム・ウィルソンと敵対する。紫色と山吹色の2色をあしらったシャツやジャケットを好んで着用している。

### 『ホワット・イフ...?』版
“アース82111”におけるバトロックが登場。キャラクター像は正史のバトロックと同等である。

### 能力
サバットによる鋭い足技を主とするさまざまな武術と戦術の心得を有しているため、徒手空拳のみでもスティーブやサムと渡り合えるほどの力量を有し、弾薬の扱いとスパイ活動にも長け、フランス語と英語の双方を話す語学力も持ち合わせているなど、口先だけでないやり手のテロリストである。

### 武装
グロック17
サム/ファルコンとの初戦で使用したハンドガン。
ストライク・ワン
カーリ・モーゲンソウに貸与したハンドガン。
ダネルMGL
“フラッグ・スマッシャーズ”の援護に用いた擲弾発射器。
M16A4
アース82111におけるバトロックが使用。

### 描写
『キャプテン・アメリカ/ウィンター・ソルジャー』
本作でMCU初登場。
物語の冒頭で24人もの海賊を率いて船舶の“レムリア・スター”を襲撃すると、乗船していた“S.H.I.E.L.D.”のジャスパー・シットウェルたちを人質にとり、本船のシージャックに成功。ブリッジに居座って身代金15億ドルを要求するが、潜入したスティーブたちに部下を次々と倒され、自らスティーブに格闘戦を挑むも敗北、彼がナターシャ・ロマノフ/ブラック・ウィドウと揉めている隙を突いて逃走した。後日逮捕されるが、レムリア・スターを襲撃したのはニック・フューリーからの依頼だったことがアレクサンダー・ピアースの言で判明する。
『ファルコン&ウィンター・ソルジャー』
本作ではシャロン・カーター/パワー・ブローカーの手引きによって脱獄し、“LAF”の中心格として登場する。チュニジア領空を飛行していたアメリカ空軍の輸送機をハイジャックし、ヴァッサンを人質にとるも、現れたサムと対決。激しい肉弾戦や空中戦の最中、一度は自身らのヘリにヴァッサンを連れ込むが、リビア領空目前でサムに奪還された。
この戦いで一味のメンバーの半数を失ったことを後日シャロンに訴えるも、彼女から依頼された仕事としてニューヨークに到着したフラッグ・スマッシャーズに加勢し武器を提供。カーリらが襲撃した“GRC”の会議場へ駆け付けたサム/キャプテン・アメリカに復讐戦を挑み、互角以上の攻防を繰り広げたが、途中でサムに離脱され、彼らと対峙するフラッグ・スマッシャーズを援護するために煙幕を敷いた。
そしてカーリの元に辿り着くと、彼女と牽制し合うシャロンがパワー・ブローカーであると知り、このことを公表されたくなかったら報酬を倍増しろとカーリに銃口を向けるが、シャロンに射殺される最期を遂げる。
『ホワット・イフ...?』第9話
アース82111におけるバトロックが登場。正史の彼と同様に海賊を率いてレムリア・スターを占拠し、そこに駆けつけたペギー・カーター/キャプテン・カーターと対峙。相手を挑発しながら格闘戦を繰り広げ、一度ウアトゥ/ウォッチャーにアース82111から連れ出された後に戻って来たペギーに隙を突いてパンチを1発決めるも、ナターシャ・ロマノフ/ブラック・ウィドウに“ウィドウズ・バイト”を撃ち込まれて感電し、倒れる。

## その他のメディア

### テレビアニメ
- 『マーベル・スーパーヒーローズ』のキャプテン・アメリカのセグメントに登場。ギリー・フェンウィックが声をあてた。
- 『スーパーヒーロー・スクワッド・ショー』のシーズン1の第18話『Stranger From a Savage Land』に、ドクター・ドゥーム率いる”リーサル・リージョン”の一員として登場。A.J.バックリーが声をあてた[26]。
- 『ブラックパンサー』ではJB・ブランが声をあてた。
- 『アベンジャーズ 地球最強のヒーロー』のマイクロシリーズのエピソード『The Big House』には、受刑者としてカメオ出演した。
- 『アルティメット・スパイダーマン』ではロブ・ポールセンが声をあてた[27]。第4シーズンでは、ヒドラによって純粋なエネルギーから形成された全身外骨格でアップグレードされた[28]。

### ゲーム
- 『Spider-Man and Captain America in Doctor Doom's Revenge』・『Marvel Avengers Alliance』・『Marvel Heroes』に中ボスとして登場した[29]。

### モーション・コミックス
『Marvel Video Comics: Training Day』では、マーク・オリヴァーが声をあてた。

### 玩具
2015年にハズブロのマーベルレジェンドの商品として、バトロックの6インチアクションフィギュアがリリースされた。

### 参考
1. ↑  Rovin, Jeff (1987). The Encyclopedia of Supervillains. New York: Facts on File. p. 22. ISBN 0-8160-1356-X
2. 1 2 3 4  キャラクター辞典 2022, p. 15
3. ↑  Black Panther vol. 4 #1. Marvel Comics.
4. ↑  Brevoort, Tom; DeFalco, Tom; Manning, Matthew K.; Sanderson, Peter; Wiacek, Win (2017). Marvel Year By Year: A Visual History. DK Publishing. p. 115. ISBN 978-1465455505
5. ↑  Tales of Suspense #75–76. Marvel Comics.
6. 1 2 3 4 5  “【キャプテン・アメリカ】バトロック・ザ・リーパーの強さ・能力について解説！【マーベル原作】”. 2022年7月10日閲覧。
7. ↑  Tales of Suspense #85. Marvel Comics.
8. ↑  Captain America #105. Marvel Comics.
9. ↑  Captain America #149–150. Marvel Comics.
10. ↑  Marvel Premiere #20. Marvel Comics.
11. ↑  Marvel Team-Up #52. Marvel Comics.
12. ↑  The Defenders #63–64. Marvel Comics.
13. ↑  Captain America #251–252. Marvel Comics.
14. ↑  Captain America #302–303. Marvel Comics.
15. ↑  Solo Avengers #3. Marvel Comics.
16. ↑  Captain America #357–362. Marvel Comics.
17. ↑  GLA: Misassembled #1–4 (2005). Marvel Comics.
18. ↑  Punisher #67. Marvel Comics.
19. ↑  Heroes for Hire vol. 3 #6 (July 2011)
20. ↑  Ultimate Comics: Spider-Man vol. 2 #13
21. ↑  American Dream #2. Marvel Comics.
22. ↑  Marvel Zombies 3 #3. Marvel Comics.
23. ↑  House of M: Masters of Evil #1 - 4. Marvel Comics.
24. ↑  Deadpool Kills the Marvel Universe Again #5. (September 2017) Marvel Comics.
25. 1 2 3  キャラクター事典 2020, p. 75
26. ↑  “Comics Continuum”.   Comics Continuum (2009年7月28日). 2011年1月11日閲覧。
27. ↑  "Batroc". Behind the Voice Actors. Retrieved September 25, 2014.
28. ↑  "Iron Vulture". Ultimate Spider-Man. シーズン4. Episode 4. 6 March 2016. Disney XD。
29. ↑  Zalben, Alex (March 7, 2014). "Exclusive: Marvel's 'Avengers Alliance' Gets 'Winter Soldier' And 'Guardians of The Galaxy' Upgrades". MTV.